# 沃阿謝爾河
46°30′17″N 6°38′31″E / 46.50483°N 6.64185°E

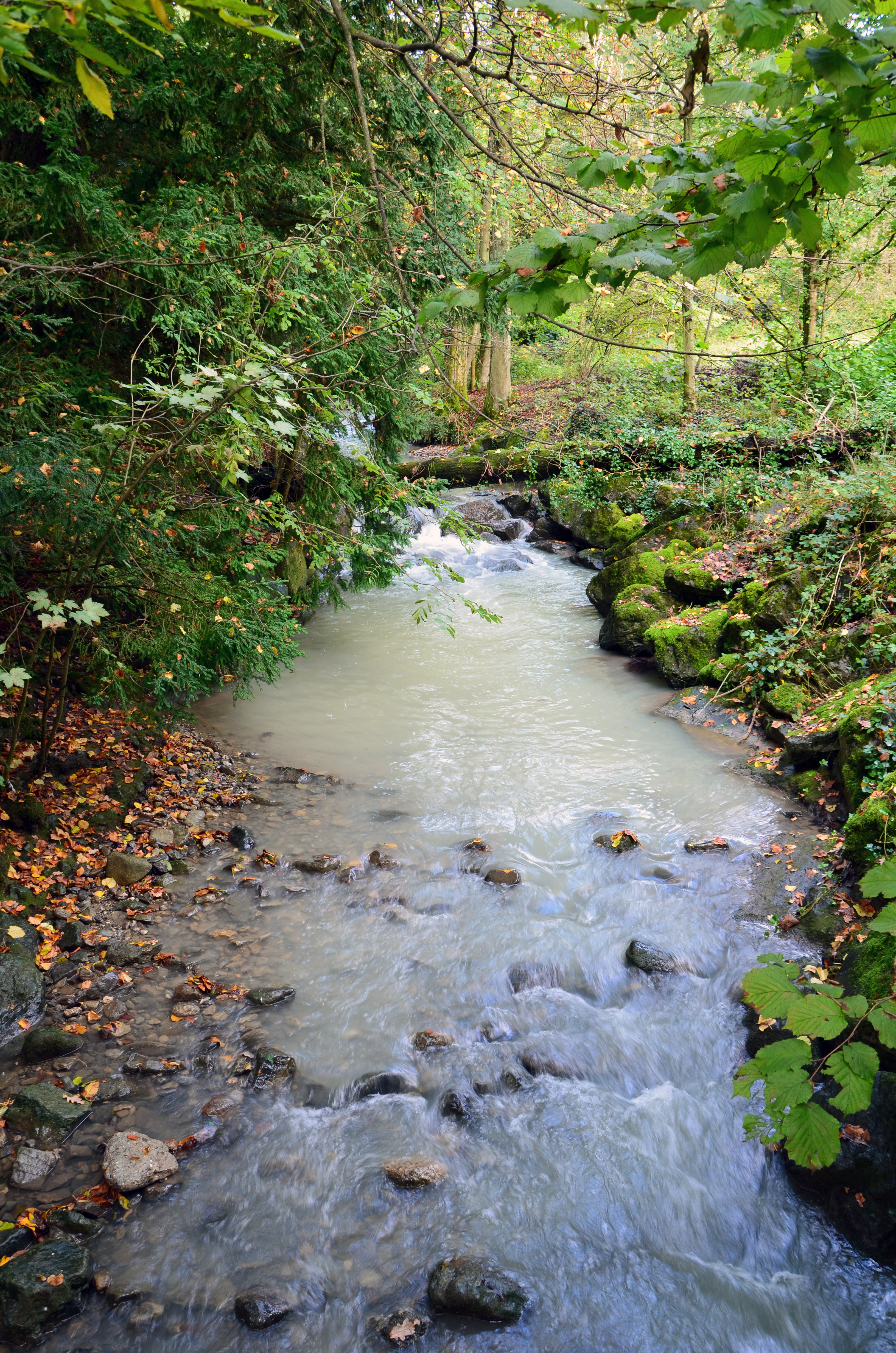

沃阿謝爾河是瑞士的河流，位於該國西部，流經沃州，屬於羅訥河的支流，河道全長7公里，流域面積5平方公里，發源自埃帕蘭日，最終在洛桑和皮利之間注入萊芒湖。